# شكويديتس
اشكويديتس (بالألمانية: Schkeuditz) هي Grosse Kreisstadt و بلدة ألمانية تقع في ألمانيا في ساكسونيا. يقدر عدد سكانها بـ 18,270 نسمة .

## المدن التوأمة
مدن وييوفرانش سور سئون و بول (بادن) هي مدن توأمة لـاشكويديتس.

## أعلام
- كريستيان إرنست وايس